# Hiroko Matsuura
Hiroko Matsuura (jap. 松浦 寛子 Matsuura Hiroko; ur. 15 lipca 1990 r. w Kumamoto w Japonii) – siatkarka grająca na pozycji przyjmującej.
Obecnie występuje w drużynie NEC Red Rockets.

## Kariera
- NEC Red Rockets (2009-)